# Die Fantome des Hutmachers (Roman)
Die Fantome des Hutmachers (französisch: Les fantômes du chapelier) ist ein Roman des belgischen Schriftstellers Georges Simenon. Er entstand vom 2. bis 13. Dezember 1948 in Tumacacori, Arizona und erschien im Folgejahr beim Pariser Verlag Presses de la Cité. Die erste deutsche Übersetzung von Eugen Helmlé veröffentlichte 1982 der Diogenes Verlag. Im gleichen Jahr kam ein französischer Spielfilm von Claude Chabrol in die Kinos, in dem Michel Serrault und Charles Aznavour die Hauptrollen spielten.
Ein Serienmörder versetzt durch die scheinbar zusammenhanglosen Morde an fünf Frauen das winterliche La Rochelle in Angst und Schrecken. Als ein weiterer Mord folgt, schmiedet die Tat zwei ganz unterschiedliche Charaktere zusammen: den kleinen, armseligen Schneider Kachoudas und den angesehenen, vermögenden Hutmacher Labbé.

## Inhalt

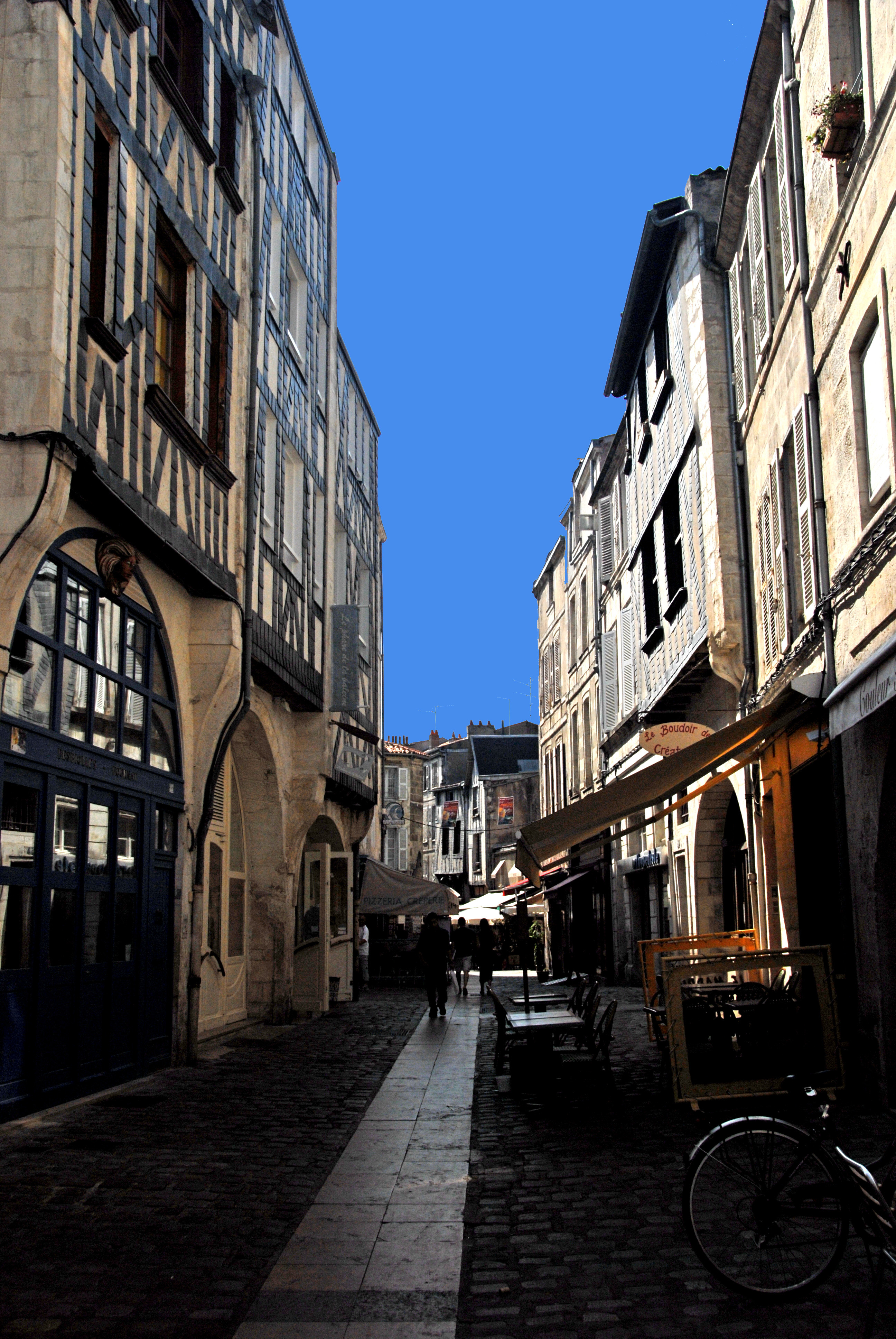
Enge Straße mit alten Fachwerkhäusern in La Rochelle

In der Rue du Minage in La Rochelle, einer engen Geschäftsstraße, leben der Hutmacher Léon Labbé und der Schneider Kachoudas so dicht aufeinander, dass sie nicht umhinkönnen, am Leben des Nachbarn teilzuhaben. In Labbés nur wenig frequentiertem Hutladen und seiner Wohnung läuft alles gedämpft und abgedunkelt ab; der Geselle Valentin und das Dienstmädchen Louise Chapus nehmen Rücksicht auf die gelähmte Madame Labbé, die keinen Menschen als ihren Mann um sich erträgt, und von der stets nur eine Silhouette am Fenster zu sehen ist. Ganz anders ist das lebendige Treiben der Kachoudas’, einer Immigrantenfamilie mit vier Kindern, aus deren Haus es lärmt und nach exotischen Gewürzen riecht. Bis spät in die Nacht muss der kleine Schneider arbeiten, um den kärglichen Lohn für Frau und Kinder aufzubringen. Der Umgang zwischen Hutmacher und Schneider ist höflich, aber distanziert. Nur an den Abenden führt die Männer aus unterschiedlichen Milieus ein gemeinsamer Weg ins Café de Colonnes, wobei Kachoudas seinem Vordermann stets im Respektabstand von einigen Schritten folgt.
Es ist der 3. Dezember, als der Schneider seinem Bekannten im Café einen Zeitungsschnipsel vom Saum wischen will. Die ausgeschnittenen Buchstaben wecken in Kachoudas jäh die Erkenntnis, dass sein Gegenüber der Verfasser jener anonymen Briefe ist, die ein Serienmörder an den jungen Reporter Jeantet von der Lokalzeitung L'Écho des Charantes schickt. Bereits seit einigen Wochen versetzen die Morde an fünf älteren Frauen die Stadt in Angst, so dass sich keiner mehr des Nachts auf die Straßen wagt. Noch am selben Abend erhält Kachoudas die Bestätigung, dass Labbé tatsächlich der Täter ist, als er vor seinen Augen das sechste Opfer ermordet. Der Schneider ist hin- und hergerissen zwischen nackter Angst und der sehnsüchtigen Hoffnung auf die ausgelobte Belohnung von 20.000 Francs. Doch der Hutmacher weiß nur zu gut, dass der gesellschaftliche Außenseiter ohne handfeste Beweise nicht den Weg zur Polizei wagen wird und empfindet bloß spöttisches Mitleid mit seinem verängstigten Mitwisser. Dem Mörder geht es vor allem darum, der Öffentlichkeit in seinen Briefen die Gründe seines Handelns darzulegen, das er selbst für unvermeidlich hält.
Über 15 Jahre litt Labbé unter seiner Ehefrau, die er aufgrund ihrer fortschreitenden Erkrankung pflegen musste, und fühlte sich schikaniert, ausgenutzt und gedemütigt. Eines Tages brach sich die aufgestaute Wut Bahn, er erdrosselte seine Frau und vergrub sie im Keller des Hauses. Seither spielt er den Anderen nur noch vor, dass die Gelähmte weiterhin ihre Tage alleine in ihrem Zimmer fristet, wo ihr Ehemann sie aufopferungsvoll pflege. In Wahrheit ist bloß ein Hutmacherkopf am Fenster drapiert, um ihre Silhouette vorzutäuschen. Doch an Heiligabend droht das Verschwinden der Ermordeten publik zu werden, denn an diesem Tag erhält sie regelmäßig Besuch von sechs alten Schulfreundinnen. Also machte sich Labbé kalt berechnend daran, bis Weihnachten alle Bekannten seiner Frau mit einer Cellosaite umzubringen. Nachdem er mit den sechs Freundinnen die Gefahr der Entdeckung ausgeschaltet hat, könnte sich der Serienmörder wieder in sein gewohntes Leben zurückziehen, doch ihm geht die Prophezeiung des Journalisten Jeantet nicht aus dem Kopf, nach der die Morde erst dann aufhören werden, wenn der Täter gefasst sei. Dazu belastet ihn die Krankheit seines einzigen Mitwissers, des Schneiders Kachoudas, dessen Zustand sich unter seinen Blicken von Tag zu Tag verschlechtert. Er wagt es nicht, dem Nachbarn unter die Augen zu treten, um dessen Panik nicht noch zu steigern.
Tatsächlich geht die Mordserie weiter, als sich der Hutmacher derart in seinen Hass auf das Hausmädchen Louise hineinsteigert, dass er sie ebenfalls umbringt. Während er dies gegenüber Kommissar Pigeac noch routiniert vertuschen kann, wirft ihn der unerwartete Tod des kranken Schneiders aus der Bahn. Nicht für die Morde an den acht Frauen, aber für den Tod seines verängstigten Mitwissers fühlt sich Labbé zum ersten Mal verantwortlich. Und er begreift, dass er nicht in sein Haus zurückkehren kann, in dem nicht nur die Leichen seiner Frau und des Dienstmädchens auf ihn warten, sondern gegenüber auch die Klagerufe von Kachoudas’ Witwe zu hören wären. Stattdessen sucht er die Prostituierte Berthe auf und erdrosselt sie. Als der Kommissar den schlafenden Hutmacher am Morgen stellt, ist dieser erleichtert, seine Taten endlich gestehen zu können.

## Hintergrund

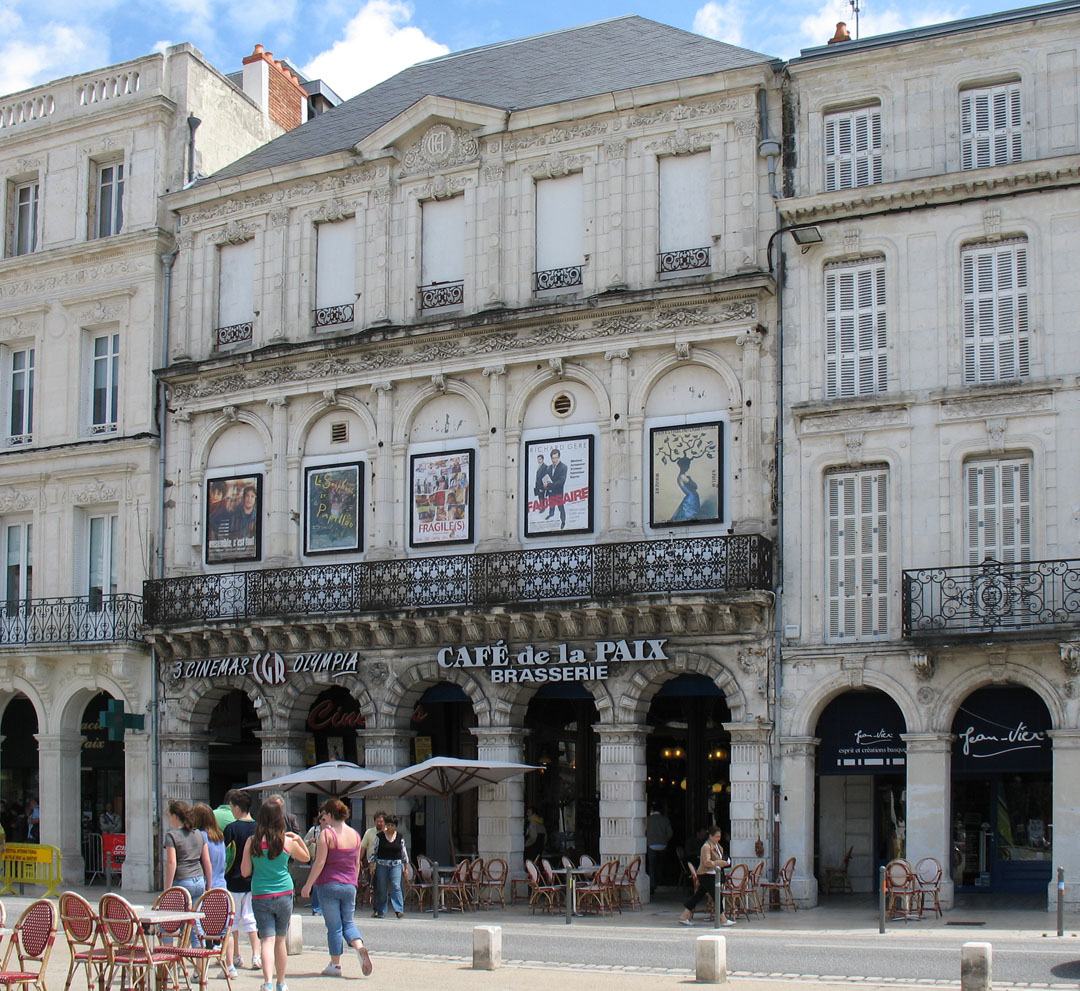
Café de la Paix in La Rochelle

Unmittelbar vor und während des Zweiten Weltkriegs lebte Georges Simenon an der französischen Atlantikküste, darunter einige Jahre in La Rochelle, wo er sich besonders wohl fühlte. Insgesamt neun Romane aus seinem Werk spielen vollständig oder teilweise in der Stadt, eine Anzahl, die nur noch vom Handlungsort Paris übertroffen wird. Simenons Lieblingsort in La Rochelle, das Café de la Paix am Grand-Place, findet sich im Roman Die Fantome des Hutmachers als Café de Colonnes wieder und dient als abendlicher Begegnungsort der Lokalprominenz. Sein regelmäßiges Kartenspiel im Café wird zu einem Leitmotiv des Romans.
Den Roman Die Fantome des Hutmachers hatte Simenon mit zwei Kurzgeschichten vorbereitet, die auf demselben Stoff basieren: Der kleine Schneider und der Hutmacher (frz.: Le petit tailleur et le chapelier) und Selig sind die Sanftmütigen (frz.: Bénis soient les humbles). Während die erste Kurzgeschichte noch vollständig aus der Perspektive des Schneiders geschrieben ist, der erfährt, dass sein Nachbar ein gesuchter Massenmörder ist, steht im Roman der Hutmacher mit seinem Tagesablauf und seiner psychischen Verfassung im Mittelpunkt.
Die Figur des kleinen, jüdischen Schneiders ist ein wiederkehrendes Motiv in Simenons Werk, so bereits in Die Verlobung des Monsieur Hire aus dem Jahr 1933. Häufig steht sie als Symbol für gesellschaftliche Ausgrenzung, Entfremdung und Einsamkeit. Auch in Die Fantome des Hutmachers ist der Schneider Kachoudas gesellschaftlich isoliert und wird von den eingesessenen Bürgern der Stadt geschnitten. Eine ähnliche Figur ist der Jude Jonas Milk in Der Buchhändler von Archangelsk. Simenon war von der filmischen Darstellung des armenischen Schneiders durch Charles Aznavour so berührt, dass er sich diesen auch in der Hauptrolle einer Verfilmung des Buchhändlers gewünscht hätte.

## Interpretation
Laut Hans-Christoph Blumenberg verzichtet Simenon in Die Fantome des Hutmachers auf die üblichen Spannungsmittel des Thriller-Genres. Von Anfang an steht der Mörder fest. Als Kachoudas hinter dessen Geheimnis kommt, wendet er sich nicht an die Polizei, sondern gerät „widerwillig in den Bann des Bösen“. Dabei seien sowohl der Hutmacher als auch der Schneider keine Monster, sondern Menschen, die durch außergewöhnliche Ereignisse aus der Gewöhnlichkeit ihres Daseins gerissen werden und „immer tiefer in einen Strudel aus Angst, Selbstekel und heimlicher gegenseitiger Anziehung geraten.“ Für Peter Kaiser zeichnet der Roman „das Psychogramm eines Serienmörders mit seiner ganzen subjektiven Logik“, in der sich aus der ersten impulsiven Tat eine unkontrollierbare Eigendynamik entwickelt.
Julian Symons hält die dem Roman zugrundeliegende Handlung mit dem Verschweigen des Todes von Labbés Ehefrau samt den folgenden sechs Morden an ihren Schulfreundinnen für kaum glaubhaft. Simenons Trick bestehe darin, die Figur des Hutmachers aus der Sicht des Schneiders einzuführen und den Fokus im Folgenden fast vollständig auf die Beziehung der beiden Männer zu richten. Die immer stärkere Verbundenheit, die Labbé für seinen Nachbarn fühlt, führt zu einer tiefen Verstörung, als der Schneider erkrankt, und schließlich auch zu Labbés Ende, nachdem Kachoudas gestorben ist. Trotz der unglaubhaften Serienmorde sei die Anteilnahme des Hutmachers am Schicksal des Schneiders glaubwürdig, mitfühlend und berührend beschrieben.

## Rezeption
Laut Oliver Hahn von maigret.de ist Die Fantome des Hutmachers ein „Klassiker unter den Non-Maigrets“, und er zählt ihn zu den fünf besten Romanen Simenons ohne seinen Kriminalkommissar Maigret. Auch für Hans-Christoph Blumenberg handelt es sich um „gewiß einen seiner besten Romane“. Die italienische Tageszeitung La Stampa sieht den Roman getragen „von geometrisch angelegter erzählerischer Spannung, von raffinierter Kunstfertigkeit“.
Für Peter Kaiser entwirft der Roman „eine Beklemmung, welche man körperlich zu empfinden scheint und die sich als zweihundertseitiges faszinierendes Grauen manifestiert“. Andreas Eschbach erinnert sich an seine erste Begegnung mit einem Roman Simenons, als er Die Fantome des Hutmachers wegen des seltsamen Titels in die Hand nahm. Bereits die ersten Zeilen mit der Beschreibung eines nasskalten Dezembers wirkten auf ihn derart realistisch, dass er das Buch erschrocken zuklappte, weil er „einen Moment lang das Gefühl hatte, die Seite fühlten sich nass an.“
Schon 1976 erkannte Julian Symons in Die Fantome des Hutmachers, nicht zuletzt wegen Simenons kargem, unliterarischen Stil, eher ein Filmskript, das als Grundlage eines fabelhaften Films dienen könne, als tatsächlich einen fabelhaften Roman. Der französische Regisseur Claude Chabrol zeigte frühzeitig Interesse, Simenons Romanvorlage als Film umzusetzen. 1982 kam seine Verfilmung Die Fantome des Hutmachers mit Michel Serrault als Hutmacher Labbé und Charles Aznavour als Schneider Kachoudas in die Kinos. Simenons Originalvorlage verwendete der Regisseur laut Hans-Christoph Blumenberg fast wie ein Drehbuch, da es nahezu unmöglich sei, einen Roman des Belgiers umzuschreiben. Dabei betonte Chabrol, wie wenig im Roman tatsächlich passiere.

## Ausgaben
- Georges Simenon: Les fantômes du chapelier. Presses de la Cité, Paris 1949 (Erstausgabe).
- Georges Simenon: Die Fantome des Hutmachers. Übersetzung: Eugen Helmlé. Diogenes, Zürich 1982, ISBN 3-257-21001-9.
- Georges Simenon: Die Fantome des Hutmachers. Ausgewählte Romane in 50 Bänden, Band 27. Übersetzung: Eugen Helmlé. Diogenes, Zürich 2012, ISBN 978-3-257-24127-3.

## Hörspielfassung
- Die Phantome des Hutmachers. Hörspiel-Produktion des NDR, 2020. Regie und Bearbeitung: Janine Lüttmann, Musik: Andreas Bick, Übersetzung aus dem Französischen: Eugen Helmlé, mit Burghart Klaußner, Wolfgang Pregler, Effi Rabsilber, Marion Breckwoldt, Marie Löcker u. a.[16]